# Proglumetacina
Proglumetacina (chiamata anche protacina e nel corso della fase sperimentale CR 604) è una molecola appartenente alla classe dei farmaci antinfiammatori non steroidei (FANS). È un profarmaco che nell'organismo viene metabolizzato ad indometacina e proglumide, quest'ultima una sostanza che inibisce la motilità gastrointestinale e riduce le secrezioni gastriche, riducendo in tal modo la possibilità di danni alla mucosa gastrica. In Italia il farmaco era venduto dalla società farmaceutica Rottapharm Madaus con il nome commerciale di Afloxan, nella forma farmaceutica di capsule da 150 mg e compresse rivestite di 300 mg. Oggi è disponibile solo in compresse da 300 mg col nome di Proxil.

## Farmacodinamica
Il meccanismo d'azione di proglumetacina è da mettere in relazione con le sue proprietà inibitorie della biosintesi delle prostaglandine. La ridotta sintesi di prostaglandine è secondaria alla inibizione da parte del farmaco dell'enzima prostaglandina-endoperossido sintasi nota anche come ciclossigenasi.

Il farmaco ha mostrato nel ratto attività antinfiammatoria, dose dipendente, su diversi modelli acuti di infiammazione, per esempio sull'edema della zampa posteriore indotto dalla carragenina ed altri irritanti. L'attività nel ratto è stata confermata anche in modelli cronici di infiammazione, come  l'artrite da adiuvante di Lewis.
La presenza nella molecola della proglumetacina di proglumide, una sostanza nota per l'effetto citoprotettivo gastrico, comporta una ridotta gastro ed intestino-lesività del farmaco, il quale da questo punto di vista presenta un profilo molto più favorevole a quello di altri agenti antinfiammatori di comune utilizzo.

## Farmacocinetica
Proglumetacina a seguito di somministrazione orale è ampiamente assorbita dal tratto gastroenterico. Nell'organismo viene metabolizzata ad acido 1-(p-clorobenzoil)-2-metil-5-metossi-indol-3-acetico, N-benzoil-N',N'-di-n-propil-DL-isoglutamina ed etanol-propanol-piperazina e rispettivi derivati. I metaboliti, farmacologicamente attivi, raggiungono la concentrazione plasmatica massima (Cmax) a distanza di 3-5 ore dalla assunzione e scompaiono dal plasma entro 24 ore. Il farmaco viene eliminato dall'organismo per via urinaria (20-30%) e per via fecale (70-80%) entro 24-72 ore dalla somministrazione.

## Usi clinici
Proglumetacina viene utilizzata nella terapia della artrosi, dell'artrite reumatoide e della spondilite anchilosante.  Viene inoltre utilizzata nella artropatia gottosa ed in generale in tutte le patologie infiammatorie acute e croniche comprese quelle extra articolari come ad esempio tendiniti, borsiti, sinoviti, periartrite scapolo-omerale, nevriti e fibromiositi.

## Effetti collaterali ed indesiderati
In corso di trattamento con proglumetacina gli effetti avversi più spesso segnalati sono: cefalea, nausea, vomito, vertigini, secchezza delle fauci, gastrite, diarrea, flatulenza, costipazione, dispepsia, dolore addominale.

## Controindicazioni
Il farmaco è controindicato nei soggetti con ipersensibilità nota al principio attivo oppure ad uno degli eccipienti. È inoltre controindicato nei soggetti affetti da insufficienza cardiaca severa, in quelli con ulcera gastroduodenale in fase attiva, nelle donne in stato di gravidanza e nelle donne che allattano al seno, in età pediatrica. 
È inoltre controindicato nei pazienti con una storia clinica che indichi la possibilità che l'assunzione di acido acetilsalicilico o altri FANS abbia fatto precipitare crisi di asma, orticaria o rinite acuta.

## Dosi terapeutiche
Nei soggetti adulti il dosaggio iniziale usuale di proglumetacina è pari a 150 mg, tre volte al giorno. La posologia è ovviamente correlata alla risposta terapeutica individuale è può giungere fino ad un massimo di 300 mg due o tre volte al giorno.